# Chionographis
Chionographis é um género botânico pertencente à família Melanthiaceae.
1. ↑  «Chionographis — World Flora Online». www.worldfloraonline.org. Consultado em 19 de agosto de 2020